# R Puppis
R Puppis (R Pup / HD 62058 / HR 2974) es una estrella variable en la constelación de Puppis, la popa del Argo Navis.
De magnitud aparente media +6,61, es una estrella lejana que se encuentra a una incierta distancia de 4800 pársecs (15 600 años luz).
Al igual que V384 Puppis —visualmente a 2,5 minutos de arco—, forma parte del cúmulo abierto NGC 2439 y es su estrella más brillante.

## Características
R Puppis es una supergigante amarilla de tipo espectral F9Ia o G2Ia con una temperatura efectiva de 5890 K. Wezen (δ Canis Majoris) y Sadr (γ Cygni) son dos brillantes ejemplos de supergigantes de esta clase.
De gran tamaño, el radio de R Puppis es 400 veces más grande que el del Sol y su luminosidad es 54 000 veces superior a la luminosidad solar.
Pierde masa en forma de polvo a razón de 2×10-10 masas solares por año.
La variabilidad de R Puppis fue descubierta por Benjamin Apthorp Gould en 1879.
Está catalogada como una variable semirregular SRD —al igual que SX Herculis— con una variación de brillo entre magnitud +6,50 y +6,71, no existiendo ningún período conocido.